# Plan-de-Baix
Plan-de-Baix (okzitanisch: Lo Plan de Bais) ist eine französische Gemeinde mit 164 Einwohnern (Stand: 1. Januar 2022) im Département Drôme in der Region Auvergne-Rhône-Alpes; sie gehört zum Arrondissement Die und zum Kanton Crest. Die Bewohner werden Planarudolphiens und Planarudolphiennes genannt.

## Geografie
Plan-de-Baix liegt etwa 25 Kilometer südöstlich von Valence. Umgeben wird Plan-de-Baix von den Nachbargemeinden Le Chaffal im Norden, Omblèze im Nordosten und Osten, Eygluy-Escoulin im Südosten, Beaufort-sur-Gervanne im Süden sowie Gigors-et-Lozeron im Südwesten und Westen.

## Bevölkerungsentwicklung
| Jahr                       | 1962 | 1968 | 1975 | 1982 | 1990 | 1999 | 2006 | 2019 |
| -------------------------- | ---- | ---- | ---- | ---- | ---- | ---- | ---- | ---- |
| Einwohner                  | 123  | 142  | 125  | 139  | 123  | 134  | 143  | 147  |
| Quellen: Cassini und INSEE |      |      |      |      |      |      |      |      |

## Sehenswürdigkeiten

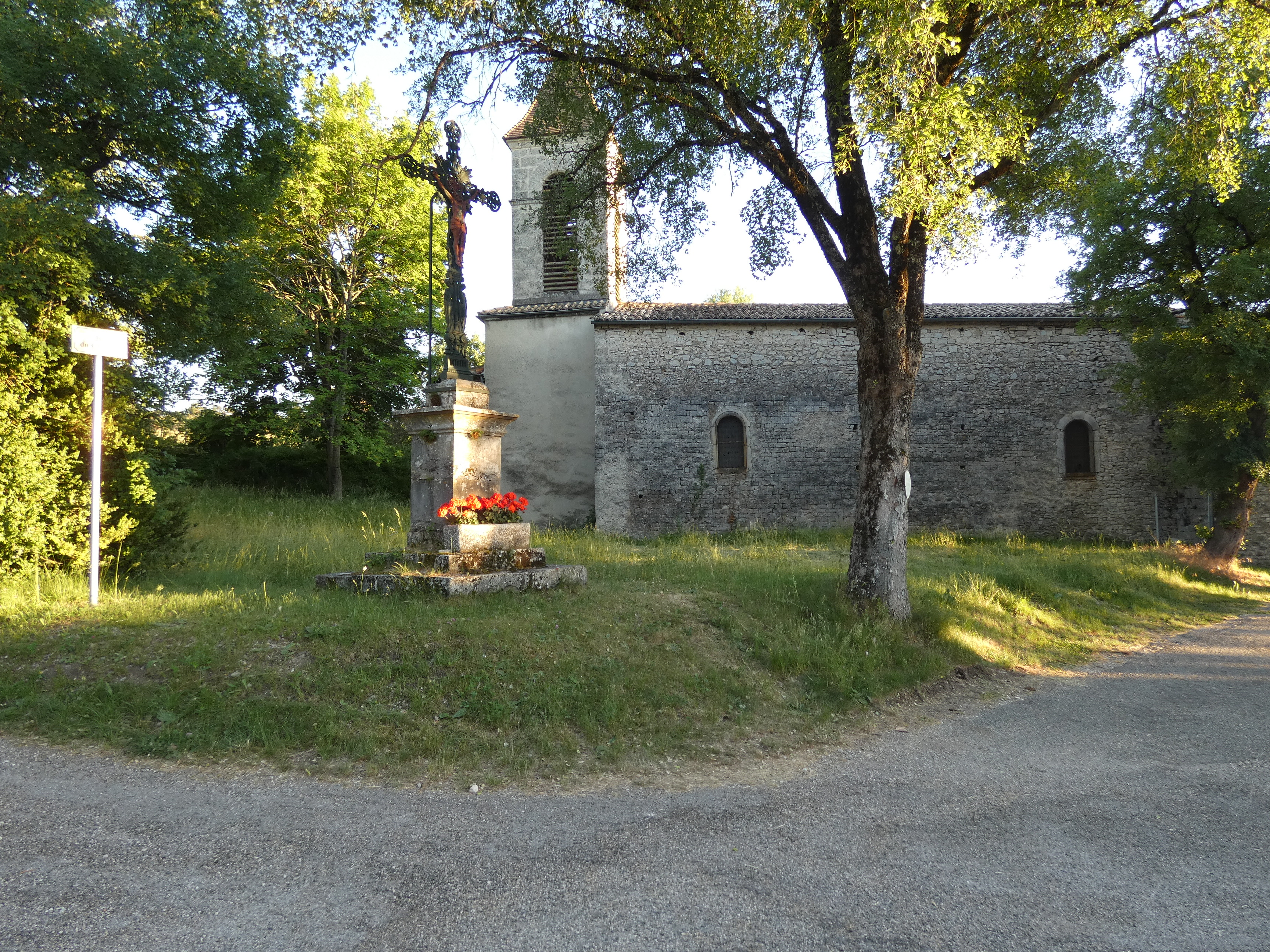
Kirche Notre-Dame
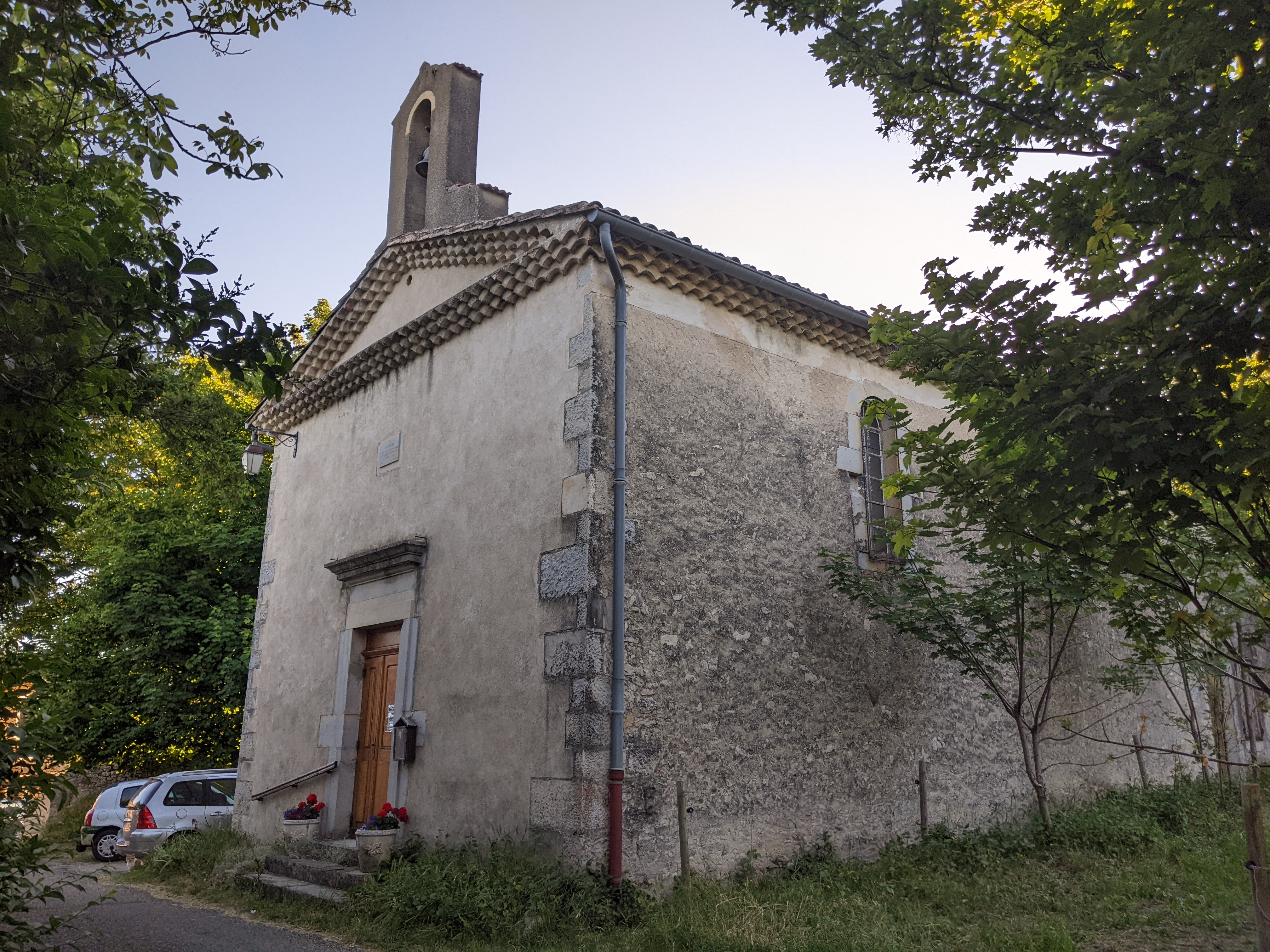
Protestantische Kirche
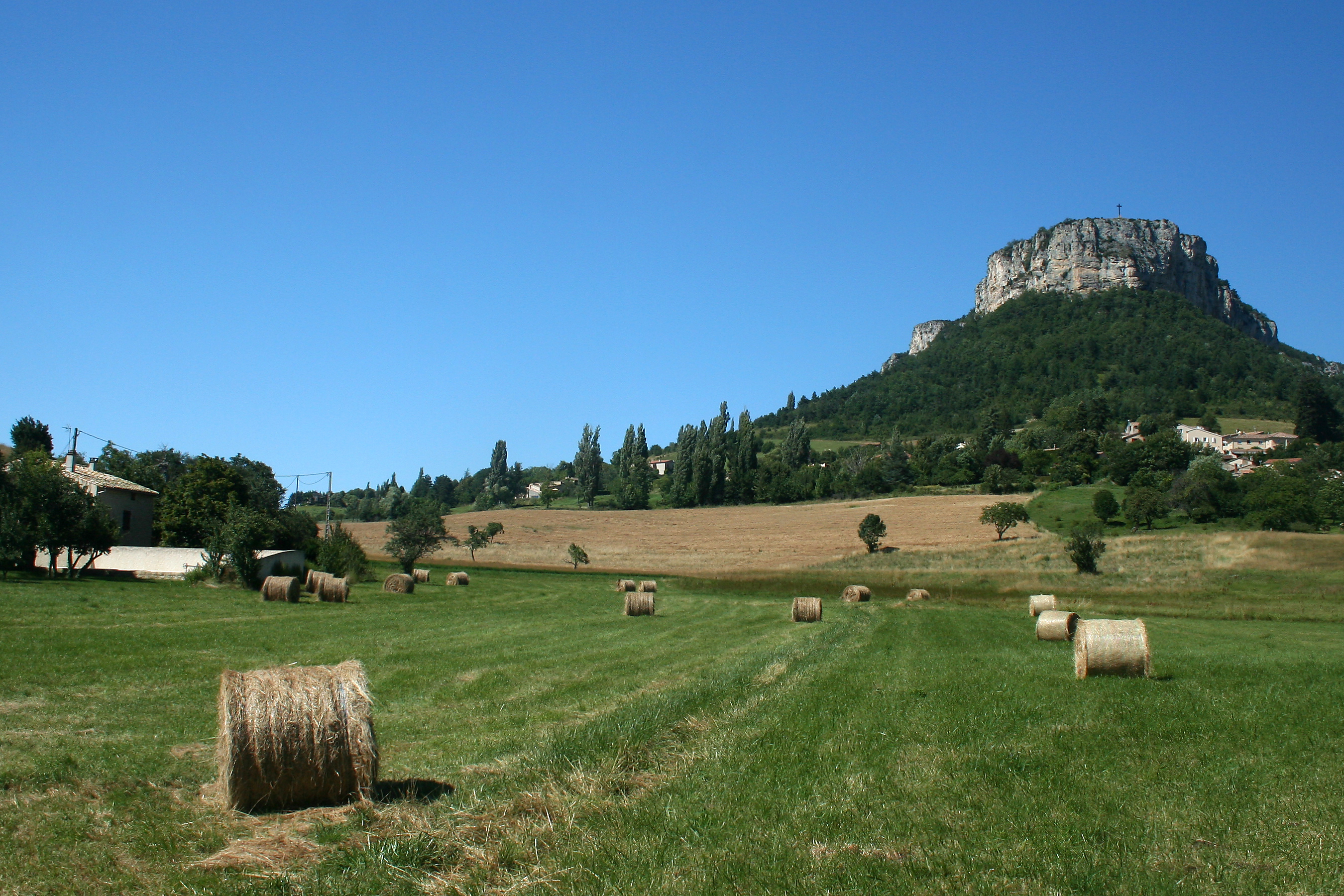
Burg Montrond
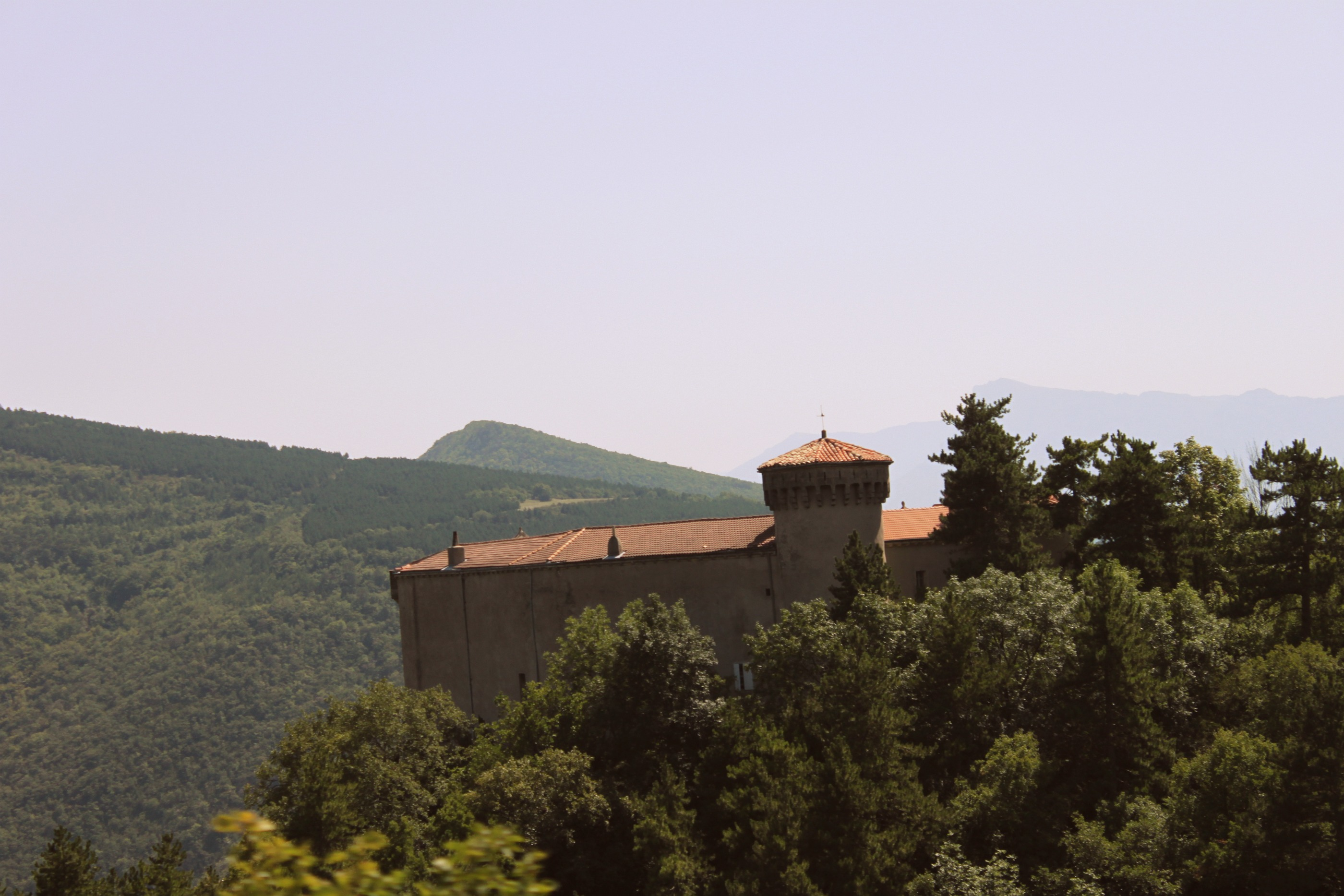
Fels von Le Vellan

- Kirche Notre-Dame
- Protestantische Kirche
- Fels von Le Vellan
- Burg Montrond